# Erick Delgado
Erick Guillermo Delgado Vásquez (Lima, 30 de junho de 1982) é um futebolista profissional peruano que atua como goleiro.

## Carreira
Erick Delgado fez parte do elenco da Seleção Peruana de Futebol da Copa América de 2004.